# Eukrohnia hamata
Eukrohnia hamata är en djurart som tillhör fylumet pilmaskar, och som först beskrevs av Mobius 1875.  Eukrohnia hamata ingår i släktet Eukrohnia och familjen Eukrohniidae. Arten är reproducerande i Sverige. Inga underarter finns listade i Catalogue of Life.